# Toto Cutugno
Toto Cutugno, nghệ danh là Salvatore Cutugno (7 tháng 7 năm 1943 - 22 tháng 8 năm 2023), là ca sĩ kiêm nhạc sĩ sáng tác nhạc pop người Ý.

## Tiểu sử
Cutugno sinh ra tại Fosdinovo, xứ Tuscany, cha là người đảo Sicilia và mẹ là người xứ Tuscany (được gọi là Olga).
Ông bắt đầu sự nghiệp âm nhạc là một tay trống, nhưng sau đó Cutugno đã thành lập ban nhạc của riêng mình. Cutugno đồng thời viết nhiều bài hát cho ca sĩ người Mỹ hát tiếng Pháp Joe Dassin, trong đó có những bài trở nên rất nổi tiếng như "L'été indien" (Mùa hè Ấn Độ), "Et si tu n'existais pas" (Nếu không có em) và "Le Jardin du Luxembourg" (Vườn Luxembourg) (Viết cùng Vito Pallavicini). Ông còn cùng với Dalida viết bài "Laisser moi danser" (Hãy để tôi khiêu vũ – "Voglio l'anima") đã lập kỷ lục đĩa bạch kim chỉ một thời gian ngắn sau khi ra mắt công chúng.
Năm 1976, Cutugno tham gia lần đầu vào Hội thi âm nhạc Sanremo Music Festival và giành vị trí thứ 3 cùng ban nhạc Albatros. Sau đó, ông giành giải nhất với bài "Solo noi" (Chỉ có hai ta) năm 1980 và giành vị trí thứ 2 trong sáu lần nữa: năm 1984 với bài "Serenata", năm 1987, với bài "Figli" (Những đứa con), năm 1988 với bài "Emozioni" ("Cảm xúc"), năm 1989 với bài "Le mamme" ("Những người mẹ"), năm 1990 cùng Ray Charles với bài "Gli amori" ("Tình yêu", nhưng được đặt đề tựa "Tình yêu đẹp đã xa" theo phiên bản của Charles) và năm 2005 cùng Annalisa Minetti với bài "Come noi nessuno al mondo" (Trên thế gian này chẳng có ai như chúng ta). Tổng cộng, Cutugno đã tham gia Hội thi này 13 lần.
Cutugno giành giải Eurovision năm 1990 với bài "Insieme: 1992" (Bên nhau: 1992), một bản ballad chào mừng sự hội nhập của châu Âu. Cùng với Gigliola Cinquetti, người Ý duy nhất giành 1 giải Eurovision khác năm 1964, ông đại diện cho nước Ý trong cuộc thi năm 1991 tổ chức tại Rome vì Cutugno đã giành giải năm trước.
Bài hát khiến Toto Cutugno nổi danh trên toàn cầu chính là L'Italiano (người Ý) trong CD thành công mang tựa đề I Grandi Successi. Ở Việt Nam, bài hát được Đàm Vĩnh Hưng cover dưới tựa đề Say tình.

## Đĩa hát
- Albatros (1976)
- Come ieri, come oggi, come sempre (1978)
- La mia musica (1981)
- L'italiano (1983)
- Azzura malinconia (1986)
- Voglio l'anima (1987)
- Innamorata, innamorato, innamorati (1987)
- Mediterraneo (1987)
- Toto Cutugno (1990)
- Insieme 1992(1990)
- Non è facile essere uomini (1992)
- Voglio andare a vivere in campagna (1995)
- Canzoni nacoste (1997)
- Il treno va (2002)
- Cantando (2004)
- Come noi nessuno al mondo (2005)
- Un falco chiuso in gabbia (2008)